# HD154708
HD154708 — хімічно пекулярна зоря спектрального класу A2, що має видиму зоряну величину в смузі V приблизно  8,8.
Вона  розташована на відстані близько 459,4 світлових років від Сонця.

## Пекулярний хімічний склад
Зоряна атмосфера HD154708 має підвищений вміст 
Cr
.